# 田中光二
田中 光二（たなか こうじ、1941年2月14日 -）は、日本の小説家。SF作家、推理作家、冒険小説作家。日本の「SF作家第二世代」を代表する作家の一人。

## 人物
日本統治下の朝鮮・京城（ソウル）生まれ。父親は漕艇のオリンピック選手であり作家でもあった田中英光。私小説的作品『オリンポスの黄昏』で、父との葛藤を描いている。父の自殺に伴い、父方の祖母に引き取られ、厳格な躾に反撥して育つ。
高校生の時、養家を出て実母のもとに引き取られる。NHKに入局し、教養番組のプロデューサーを務める。勤務のかたわら、6年がかりで早稲田大学第二文学部英文科を卒業する。
1971年にNHKを退社。『宇宙塵』1972年2月号から4回連載した『幻覚の地平線』で小説家としてデビューする（同作品の『SFマガジン』への転載は1972年12月号）。また、同1972年、「科学技術と経済の会」主催の「SFコンテスト」に「赤い海」が入選（「技術と経済」誌・1972年7月号に掲載）。また、1974年には初の長編『大滅亡（ダイ・オフ）』を刊行する。
初期には海洋やジャングルを舞台とした冒険SFを得意としたが、後にアクション物、架空戦記物などにジャンルを広げ、人気を博す。
1974年、『幻覚の地平線』で第2回泉鏡花文学賞候補。1975年、『大いなる逃亡』で第74回直木賞候補。1977年、『幻魚の島』で第5回泉鏡花文学賞候補。1980年、『黄金の罠』で第1回吉川英治文学新人賞を受賞。同年、『血と黄金』で第6回角川小説賞を受賞。『黄金の罠』では第33回日本推理作家協会賞長編部門候補作ともなった。1991年、『樹―審判の日』で第19回泉鏡花文学賞候補。1992年、『オリンポスの黄昏』で第20回泉鏡花文学賞候補。
1983年、日本冒険作家クラブの創設の発起人の一人となる。1986年から日本SF作家クラブの事務局長、1988年から1991年の間、日本SF作家クラブの6代目会長を務めた。
2012年2月には著作が300冊となった。2月1日に日本SF作家クラブが主催で「田中光二さん300冊記念パーティ」が催された。同年3月29日、青山霊園の先祖の墓前で自殺を図ったが、軽傷であった。
2013年、他のベテラン作家らとともに日本SF作家クラブ名誉会員となった。だが、2023年4月現在は、会員名簿に名前がない。

## 作品リスト
- 『大滅亡（ダイ・オフ）』（祥伝社、1974年、のち角川文庫）
- 『幻覚の地平線』（早川書房、1974年、のちハヤカワ文庫、角川文庫、ハルキ文庫）
- 『わが赴くは蒼き大地』（早川書房、1974年、のちハヤカワ文庫、角川文庫、ハルキ文庫）
- 『爆発の臨界』（祥伝社、1974年、のち角川文庫、集英社文庫）
- 『スフィンクスを殺せ』（早川書房、1975年、のちハヤカワ文庫、角川文庫）
- 『大いなる逃亡』（角川書店、1975年、のち角川文庫、徳間文庫）
- 『ぼくたちの創世記』（徳間書店、1976年、のち角川文庫）
- 『失なわれたものの伝説』（トクマノベルス、1976年、のち角川文庫、徳間文庫、ハルキ文庫）
- 『異星の人 エーリアン・メモ』（早川書房、1976年、のちハヤカワ文庫、角川文庫、徳間文庫、ハルキ文庫）
- 『君は円盤を見たか』（角川文庫、1976年）
- 『エデンの戦士』（文化出版局、1976年、のち角川文庫、ハルキ文庫）
- 『怒りの聖樹』（祥伝社、1977年、のち角川文庫）
- 『幻魚の島』（講談社、1977年、のち講談社文庫）
- 『大放浪』（徳間書店、1977年、のち徳間文庫）
- 『ビッグ・ラン』（実業之日本社、1977年、のち文春文庫）
- 『さらば人間 新・創命記 SF情報小説』（光文社カッパ・ノベルス、1978年1月、のち角川文庫）
- 『灼熱の水平線』（徳間書店、1978年3月、のち角川文庫、徳間文庫）
- 『最後の障壁』（角川書店 1978年3月、のち徳間文庫）
- 『男の塩』（徳間書店、1978年、のち角川文庫）
- 『大追走』（光文社カッパノベルス、1978年、のち角川文庫）
- 『銀河の聖戦士』（徳間書店、1979年、のち徳間文庫）
- 『死はわが職業』（角川文庫、1979年）
- 『南十字戦線』（講談社、1979年3月、のち講談社文庫）
- 『白熱』（角川文庫、1979年）
- 『パンサー特急』（徳間書店、1979年8月）
- 『血と黄金』（角川書店、1979年8月、のち角川文庫、徳間文庫）
- 『黄金の罠』（祥伝社、1979年9月、のち集英社文庫）
- 『凶獣の島』（講談社、1979年12月、のち講談社文庫）
- 『鉄の巨魚』（双葉社、1980年6月、のち徳間文庫）
- 『悪霊の街 エクソシスト探偵』（トクマノベルス、1980年7月、のち徳間文庫）
- 『二人だけの珊瑚礁』（文藝春秋、1980年10月、のち文春文庫）
- 『ロストワールド2』（徳間書店、1980年9月、のち徳間文庫）
- 『キツネ狩り』（徳間文庫、1980年）
- 『風葬の街』（徳間書店、1981年4月、のち徳間文庫）
- 『魔の氷山』（トクマノベルス、1981年2月、のち徳間文庫）
- 『小さき神の島々 太平洋物語』（角川書店、1981年8月、のち角川文庫）
- 『ぼくはエイリアン 田中光二のがらくたエッセイ』（奇想天外社 1981年3月、のち徳間文庫）
- 『闇の牙』（集英社、1982年1月、のち集英社文庫）
- 『勇者の血』（集英社、1982年7月、のち集英社文庫）
- 『宇宙からの衝撃』（光文社（カッパ・ノベルス）、1982年12月、のち光文社文庫）
- 『パンサー、罠を跳べ 運び屋ブルース』（1982年3月、徳間文庫）
- 『銀河十字軍（銀河の聖戦士2）』（トクマノベルス、1983年2月、のち徳間文庫
- 『蒼き大地の伝説』（集英社、1984年6月、のち集英社文庫）
- 『アマゾン・チェイス』（1984年9月、光文社文庫）
- 『魔犬』（1984年10月、徳間文庫）
- 『誘拐都市』（広済堂出版（アドベンチャースーパーブックス）、1985年10月）
- 『荒野と拳銃 現代拳銃無宿シリーズ』（トクマノベルス、1985年12月、のち徳間文庫）
- 『アマゾン漂流 最後の冒険大陸を行く』（勁文社 1985年9月、のちケイブンシャ文庫）
- 『森の涙』（集英社 1985年2月、のち集英社文庫）
- 『ザ・サイキック エクソシスト探偵シリーズ特別篇』1-2 （トクマノベルス、1985年-1986年、のち徳間文庫）
- 『大いなる魚影』（徳間書店 1985年5月、のち徳間文庫）
- 『今夜はあの男の話をしよう 田中光二、北方謙三、大沢在昌が語り合う男のロマン』(北方謙三、大沢在昌共著 実業之日本社、1985年8月）
- 『チャイルド・スナッチ』（1985年8月、講談社文庫)
- 『男たちの砂塵』（有楽出版社、1986年3月、のち徳間文庫）
- 『国家殺し』（サンケイノベルス、1986年9月、のち徳間文庫）
- 『地の涯幻の湖』（徳間書店、1987年1月、のち徳間文庫）
- 『新・ソロモン王の宝窟』（早川書房、1987年2月）
- 『虹をつかむ男』（祥伝社（ノン・ポシェット）、1987年3月）
- 『黄金狩り』（祥伝社（ノン・ポシェット）、1987年7月）
- 『地獄のフェアウェイ』（光文社文庫、1987年9月）
- 『あのグリーンを撃て! 野望のフェアウェイ』（勁文社ノベルス、1987年6月、のちケイブンシャ文庫）
- 『熱帯戦線』（扶桑社ミステリー、1988年5月、のち徳間文庫）
- 『エメラルドの罠』（祥伝社（ノン・ポシェット）、1988年5月）
- 『吼える密林 アフリカ竜を探せ』（光文社文庫、1988年9月）
- 『秘宝狩り トレジャー・ハンター得能次郎の冒険』（実業之日本社（Joy novels）、1988年7月、のち徳間文庫）
- 『黒呪術の女』（1988年7月、角川文庫)
- 『死霊の唄が聞こえる 死に神探偵むくろ帳』（トクマノベルス、1989年12月、「死霊捜査線」徳間文庫）
- 『虹へのティショット』1-2 （勁文社ノベルス、1989年5月、のちケイブンシャ文庫）
- 『鋼鉄海峡』（徳間書店、1989年7月、のち徳間文庫、広済堂文庫）
- 『新・ソロモン王の宝窟』（ハヤカワ文庫、1989年8月）
- 『メタモル・ナイト おれのワイフはhoney cat』1-2 （大陸書房、1989年-1990年、のちケイブンシャ文庫）
- 『サーキラー 戦慄の都心環状線』（光文社文庫、1990年9月)
- 『Rapian 犯された地球』（光文社文庫、1990年1月)
- 『テルムー魔像の誘惑』（トクマノベルス、1990年5月、「大魔島」徳間文庫）
- 『樹-審判の日』（祥伝社、1990年12月、「裁きの日」ノン・ポシェット）
- 『ヤング・スペース』1-3 （トクマノベルス、1990年3月）
- 『母なる森の血よ』（徳間書店（Tokuma冒険&推理特別書下し）、1991年3月）
- 『マフィアより愛をこめて』（実業之日本社（Joy novels）、1991年3月）
- 『わだつみの魚の詩』（勁文社、1991年6月、のちケイブンシャ文庫）
- 『巨獣戦線』（徳間文庫、1992年9月)
- 『オリンポスの黄昏』（集英社、1992年2月、のち集英社文庫）ー田中英光の伝記
- 『甘い声 肉の物語』（祥伝社（ノン・ポシェット）、1992年4月）
- 『さらば森の虹』（双葉社、1992年9月、のち双葉文庫）
- 『翼なき王者』（双葉社、1993年11月）
- 『凶獣捜査線』（トクマノベルス、1993年8月、のちケイブンシャ文庫、「多重人格殺人事件」廣済堂文庫）
- 『幽霊空戦 1995ガダルカナル』（徳間文庫、1995年9月）
- 『白き死の伝説』（双葉社（Survival agent series）、1995年7月）
- 『シャドウ』（1995年12月、角川ホラー文庫）
- 『大西洋の鷲 ドイツ空母戦記』（双葉ノベルス、1996年12月）
- 『黄金樹林』（角川書店、1996年7月、「ヒトラーの黄金」徳間文庫）
- 『日本人は戦争に向いていない 平和への近未来大戦略』（青春出版社（プレイブックス）、1997年3月）
- 『神風の吹くとき 異説・連合艦隊戦記』（光文社（カッパ・ノベルス）、1997年9月、「異説・連合艦隊」コスモシミュレーション文庫）
- 『日本人は悪党になりきれない 大いなる幻影の悲劇』（青春出版社（プレイブックス）、1997年11月）
- 『冷血』（勁文社、1998年5月、のちハルキ文庫）
- 『「連合艦隊」が日本を救う 逆説の歴史 “未来なき日本"の幻想を破る』（青春出版社（プレイブックス）、1998年6月）
- 『笑う心臓』（光文社文庫、1999年6月）
- 『タイタニック撃沈』（有楽出版社（Joy novels）、2000年9月）のち光文社文庫
- 『その罪を撃て 市民警察・志津四郎』（光文社文庫、2000年9月）
- 『わたしを深く埋めて 花妖殺人事件』（光文社文庫、2001年7月）
- 『伊勢・志摩、狼伝説殺人事件』（有楽出版社（Joy novels）、2001年8月、のち光文社文庫）
- 『熊野古道に消ゆ』（有楽出版社（Joy novels）、2001年4月、のち光文社文庫）
- 『つぶやく骨… 秋吉台殺人事件』（有楽出版社（Joy novels）、2002年7月、のち光文社文庫）
- 『南紀白浜磯釣り殺人事件』（有楽出版社（Joy novels）、2002年2月、「南紀白浜呪いの磯殺人事件」光文社文庫）
- 『一心剣』（徳間文庫、2004年9月)

『霧丸斬妖剣 一心剣』（2005年11月、徳間文庫)
『薩摩隠密行 一心剣』（2005年2月、徳間文庫)
『秘剣独眼竜 一心剣』（2005年6月、徳間文庫)
- 『無人大陸中国』（光文社（カッパ・ノベルス）、2004年2月）
- 『鬼ノ剣 十兵衛刺客始末』（2005年6月、ハルキ文庫)
- 『北の黄金』（2006年7月、徳間文庫)
- 『大脱出 浮田秀丸行状記』（2007年5月、徳間文庫)
- 『五人武蔵』（2007年8月、ベスト時代文庫)
- 『UFOハンター』シリーズ （文藝春秋）
  - 沈黙の岬 （1978年、のち文春文庫）
  - 地球、この緑の島より （1982年12月、文春文庫)
- 『ヘリック』シリーズ
  - わが名はヘリック （光文社、1981年12月、のち光文社文庫）
  - 魔海のヘリック （光文社、1983年11月、のち光文社文庫）
  - 怒りのヘリック （1985年9月、光文社文庫)
  - ヘリック最後の冒険 （1986年9月、光文社文庫）
- アッシュ・サーガ
  - アッシュー大宇宙の狼 （講談社 1978年10月、のち講談社文庫）
  - アッシュと燃える惑星 アッシュシリーズ2 （講談社 1980年6月、のち講談社文庫）
  - アッシュと母なる惑星 アッシュ・サーガ 3 （1984年7月、講談社文庫）
  - アッシュと地球の緑の森 （1987年4月、講談社文庫)
- 『怒りの大洋』シリーズ
  - 怒りの大洋（わだつみ） （双葉社、1978年、のち角川文庫、徳間文庫）
  - 大海神 （双葉社、1978年、のち角川文庫）
  - 大漂流 （双葉社、1980年、のち角川文庫）
- ハーマゲドンの嵐 （トクマノベルス のち文庫）
  - ハーマゲドンの嵐 第1部 エクソシスト探偵シリーズ 3 （1982年9月）
  - 地球の光と影 ハーマゲドンの嵐2 （1983年11月）
  - 天界航路 ハーマゲドンの嵐3 （1984年7月）
- メガロポリス特捜隊
  - メガロポリスの戦士 （集英社、1986年4月、のち文庫）
  - メガロポリス特捜隊 現代編 1-2 （カドカワノベルズ、1986年8月、のち文庫）
  - メガロポリス特捜隊 近未来編 1-2 （カドカワノベルズ、1988年、のち文庫）
- 『処刑捜査官』シリーズ 光文社文庫
  - 処刑捜査官 （1992年2月）
  - 誅殺列島 処刑捜査官2 （1992年4月）
  - 処刑最前線 （1992年9月）
  - 処刑の荒野 （1992年12月）
  - 処刑大陸 （1993年5月）
  - 帰ってきた処刑人 （1994年10月）
  - 処刑の地平線 （1995年9月）
  - 処刑の追跡 （1995年6月）
  - 処刑の復讐（リベンジ） （1996年3月）
  - 処刑の雷鳴 （1996年12月）
  - 処刑の邪神 （1996年7月）
  - 処刑の人狼 （1997年7月）
  - 処刑の死線 （1997年4月）
  - 処刑の天使 （1997年9月）
  - 処刑の南十字星 （1997年12月）
  - 処刑の惑星 （1998年8月）
  - 処刑の火山島 （1998年10月）
  - 処刑の天空 （1998年6月）
- 『麻薬捜査官』シリーズ （光文社文庫）
  - 麻薬取締官（ドラッグ・ハンター） （1994年1月）
  - 黒い手錠〜麻薬取締官2〜 （1994年6月）
  - 幻覚列島 （1995年12月）
- 『新太平洋大戦記』シリーズ （全11冊、光文社カッパノベルス、1993年-1998年、のち光文社文庫）
- 『新世界大戦記』シリーズ （全6冊、光文社カッパノベルス、1998年-2000年、のちコスモシミュレーション文庫）
- 警視庁国際徳壮刑事シリーズ （祥伝社ノンノベル）
  - 警視庁国際特捜隊 （1993年4月 のちケイブンシャ文庫）
  - 魔薬街 警視庁国際特捜隊2 （1993年11月 「美しい囮」ノン・ポシェット)
  - 冷面殺手 警視庁国際特捜隊3 （1995年4月 「警視庁国際特捜刑事」ノン・ポシェット
  - 警官の血 警視庁国際特捜刑事・復讐行 （1999年9月）
  - 武装突入 警視庁国際特捜刑事・上海行 （1999年4月）
- 『聖竜伝説』シリーズ （光文社文庫）
  - 聖竜伝説・燃える地球 （2002年）
  - 聖竜伝説・凶獣たちの宴 （2002年）
  - 聖竜伝説・邪神覚醒 （2002年）
  - 聖竜伝説・最終大戦 （2003年）
- 殺し屋カラス （光文社文庫）
  - 殺し屋カラス （1998年12月）
  - 悪魔の生物兵器を潰せ 殺し屋カラス （1999年10月）
  - 黒いドラゴン 殺し屋カラス （1999年2月）
  - 殺戮の島 殺し屋カラス （1999年4月）
  - 海賊島 殺し屋カラス （2000年12月）
  - 灼熱海峡 殺し屋カラス （2000年1月）
- 『歴史群像新書』シリーズ （学習研究社、のち学研M文庫）
  - 超空の艦隊 1-5 （1999年-2000年）
  - 超空の艦隊エクストラ ファイナル・カウント・ダウン 2001年）
  - 世界心霊大戦 1 （1999年）
  - 超空の決戦 1-6 （1999年-2003年）
  - バーチャル・ウォーズ 1-2 （2001年）
  - 超空の叛撃 1-3 （2003年）
  - 超空の連合艦隊 1-4 （2004年、改題「超空の大和」文庫）
  - 天空の要塞 1-4 （2004年-2005年）
  - 天空の富嶽 1-4 （2005年）
  - 超海の大戦 1-4 （2007年）
  - 超日米大戦 1-3 （2008年）
  - 超日ソ大戦 モスクワ進行作戦 （2009年）
  - 超日中大戦 空母戦闘群激突 （2009年）
  - 超太平洋戦争 1-4 （2009年-2010年）
  - 烈日の機動部隊 小沢治三郎風雲録 1-3 （2010年）
  - 山本五十六異戦録 1-3 （2011年）
  - 超地球大戦 1-2 （2012年）
  - 本土決戦 1-2 （2012年）
  - 太陽の艦隊 1-2 （2012年-2013年）
- 『書下ろし架空戦記』シリーズ （実業之日本社ジョイノベルス、のち学研M文庫）
  - 超空母出撃 1-4 （2005年）
- 『書下ろし太平洋戦争シミュレーション』シリーズ （実業之日本社ジョイノベルス、のち学研M文庫）
  - 海底戦艦イ800 1-4 （2003年-2004年 「超潜水艦出撃」学研M文庫）
  - 超戦闘機出撃 1-4 （2006年-2007年）
  - 超戦艦空母出撃 1-4 （2007年）
  - 潜水空母イ2000 1-4 （2009年）
  - 超海底戦車出撃 1-2 （2010年）
  - 山口多聞疾風録 1-3 （2010年-2011年）
  - 英魂の艦隊 1-3 （2011年）
  - 大空戦 1-3 （2011年-2012年）
- 『書下ろし長編戦記シミュレーション』シリーズ （コスモノベルス）
  - 激闘艦隊 1-2 （2008年）
  - 超次元連合艦隊 1-3 （2009年）
  - 夜襲機動部隊出撃 1-2 （2010年）
  - 独立戦艦小隊竜虎 1-3 （2010年-2011年）
  - 異獣艦隊 1-2 （2011年-2012年）
- 秘策!大東亜戦線終結ス
- 幽霊海戦（潜水艦イ20浮上せり） （徳間書店、1988年2月、のち徳間文庫）
- 神風の艦隊 1-3 （勁文社ノベルス、1994年-1996年、のちコスミック文庫）
- 幻の超戦艦を追え! 1-2 （有楽出版社（Joy novels simulation）、2004年9月）
- 異界戦艦「大和」 （光文社（カッパ・ノベルス)、2001年6月、のち光文社文庫）
- 栄光の艦隊 太平洋特攻作戦 （コスモシミュレーション文庫、2001年10月）
- 異説・連合艦隊
- 愛国者の銃弾 （有楽出版社、1997年1月）
- 愛国者の地雷 （有楽出版社、1999年3月）
- 帝国アメリカ消失 （光文社（カッパ・ノベルス）、2003年7月）

## 翻訳
- エドマンド・H・ノース『メテオ』ヘラルド・エンタープライズ、1979年7月）

## その他
- SFドラマ 猿の軍団 -1974年～1975年放送のテレビドラマ。小松左京、豊田有恒と共同で原作
- 東京湾炎上 - 1975年公開の映画：原作「爆発の臨界」
- 白熱デッドヒート - 1977年公開の映画：原作「白熱」
- 大放浪 - 1978年放送のNHKラジオドラマ：原作
- ダブルキャスト - 1997年発売のオリジナルビデオ。原作担当。